# Храстє-при-Церклях
Храстє-при-Церклях (словен. Hrastje pri Cerkljah) — поселення в общині Брежиці, Споднєпосавський регіон, Словенія. Висота над рівнем моря: 154,6 м.